# Securitas (godin)

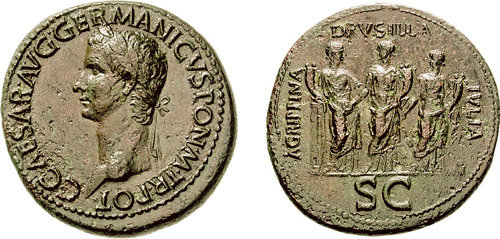
Sestertius met aan de voorzijde een buste van Caligula en de legende C CAESAR AVG GERMANICVS PON M TR PO en aan de keerzijde zijn zussen Iulia Agrippina (als Securitas), Iulia Drusilla (als Concordia) en Iulia Livilla (als Fortuna) en de legende AGRIPPINA DRVSILLA IVLIA met in de afsnede S C. (Bron: CNG Coins.)

Securitas was een Romeinse godin die de personificatie was van de veiligheid en rust in het leven van de bijzondere personen, in de staat, in het leven van de princeps. Respectievelijk Securitas privata, Securitas publica (Tac., Agr. 3.1.) en Securitas Augusta genoemd. Zij werd vooral vereerd, nadat Augustus aan de Romeinse staat rust en vrede had teruggegeven (Cf. Vell. Pat., II 103.4, CIL VI 2051 (ttv. Galba).). En ze zou tot in de tijd van Constantijn de Grote voorkomen op munten. Meestal wordt zij afgebeeld als een deftige matrona, gezeten of tegen een zuil geleund, rustig voor zich uit ziend, soms met de armen over het hoofd, om haar rust en het bewustzijn van haar veiligheid aan te duiden. Haar attributen zijn een lauriertak, een olijftak, een hoorn des overvloeds (cornucopia) en een scepter. Soms ook is haar linkerhand met een lans gewapend, terwijl zij haar hoofd op de rechterhand laat rusten.